# Брезје при Велики Долини
Брезје при Велики Долини (словен. Brezje pri Veliki Dolini) је насељено место у општини Брежице, Посавска регија, Словенија.

## Историја
До територијалне реорганизације у Словенији било је у саставу старе општине Брежице.

## Становништво
У попису становништва из 2011. године, Брезје при Велики Долини је имало 111 становника.
| Број становника према пописима | Број становника према пописима | Број становника према пописима |
| ------------------------------ | ------------------------------ | ------------------------------ |
| 1991                           | 2002                           | 2011                           |
| 154                            | 115                            | 111                            |

Напомена: До 1953. исказивано под именом Брезје.